# Belle Zimmerman
Belle Zimmerman (Amsterdam, 21 februari 2000) is een Nederlandse actrice en zangeres. Ze is vooral bekend geworden door haar rol in de televisieserie Brugklas. Ze speelde ook een rol in de film Project Gio, die op 5 december 2019 in première ging.

## Filmografie
- 2014-2017 Brugklas, als Emma
- 2019 Project Gio, als Tamara
- 2019 Brugklas - de Tijd van m’n leven, als Emma

## Musical en theater[bron?]
- 2009 - Ciske de Rat, als Cootje
- 2011-2012 - Droomvlucht, als Amyra
- 2012-2013 - Shrek, als de kleine Fiona
- 2019-2020 - Brugklas, als Emma[1]
- 2021 - Zodiac de Musical, als Evi (vroegtijdig gestopt)